# ビックラコイタ箱
『ビックラコイタ箱』（ビックラコイタばこ）は、2014年4月2日 - 2016年9月27日に中京テレビをはじめとする日本テレビ系列局（NNS加盟全29局）で放送されていたトークバラエティ番組。

## 概要
2009年4月から2014年3月まで5年間放送された『フットンダ』の後継番組で、MCは前番組から引き続きタカアンドトシが務める。また一部スタッフも続投する。
同学年の芸能人3人をゲストに招き、ゲストにゆかりのある人から送られてきた品物についてトークを繰り広げる。
2014年4月から2015年3月までは『まさかのタメ年トークバラエティー!ビックラコイタ箱』（まさかのタメどしトークバラエティー!ビックラコイタばこ）のタイトルで放送されていたが、同年4月からは『(秘)荷物!開封バラエティー ビックラコイタ箱』（まるひにもつ!かいふうバラエティー ビックラコイタばこ）として放送される。改題後も2016年2月までは「タメ年」の3人がゲストであったが（例外有）、それ以降は「タメ年」のゲストではなくなっていた。

### 特番
2015年1月4日 13:15 - 14:15には特別番組として『新春ビックラコイタ箱3世代ひつじ年男様…テレビ局宛に(秘)荷物送っておきましたSP』が日本テレビ系列（NNS）フルネット局28局で放送された。
2015年8月9日 0:55 - 1:55には特別番組として『(秘)荷物!開封バラエティー ビックラコイタ箱 夏休み1時間SP!!』が中京ローカルで放送された。
2016年1月4日 14:50 - 15:50には特別番組として『新春ビックラコイタ箱4世代さる年芸能人様…テレビ局宛に(秘)荷物送っておきましたSP』が日本テレビ系列（NNS）フルネット局28局で放送された。

## MC
- タカアンドトシ

## 放送リスト
| 回  | 放送日               | 生誕年度                   | ゲスト                                                     |
| --- | -------------------- | -------------------------- | ---------------------------------------------------------- |
| 1   | 2014年4月2日（水）   | 1972年                     | 岡野雅行、マギー、渡部陽一                                 |
| 2   | 2014年4月9日（水）   | 1972年                     | 岡野雅行、マギー、渡部陽一                                 |
| 3   | 2014年4月15日        | 1973年                     | ボビー・オロゴン、前川泰之、清水宏保                       |
| 4   | 2014年4月22日        | 1973年                     | ボビー・オロゴン、前川泰之、清水宏保                       |
| 5   | 2014年4月29日        | 1974年                     | 相川七瀬、五月女ケイ子、唐橋ユミ                           |
| 6   | 2014年5月6日         | 1974年                     | 相川七瀬、五月女ケイ子、唐橋ユミ                           |
| 7   | 2014年5月13日        | 1978年                     | 秋山竜次（ロバート）、堂珍嘉邦、永井大                     |
| 8   | 2014年5月20日        | 1978年                     | 秋山竜次（ロバート）、堂珍嘉邦、永井大                     |
| 9   | 2014年5月27日        | 1970年                     | 博多華丸（博多華丸・大吉）、安蘭けい、2代目・市川春猿      |
| 10  | 2014年6月3日         | 1970年                     | 博多華丸（博多華丸・大吉）、安蘭けい、2代目・市川春猿      |
| 11  | 2014年6月10日        | 1968年                     | 飯尾和樹（ずん）、井森美幸、下柳剛                         |
| 12  | 2014年6月18日（水）  | 1968年                     | 飯尾和樹（ずん）、井森美幸、下柳剛                         |
| 13  | 2014年6月25日（水）  | 1982年                     | 近藤春菜（ハリセンボン）、古閑美保、浦田直也               |
| 14  | 2014年7月1日         | 1982年                     | 近藤春菜（ハリセンボン）、古閑美保、浦田直也               |
| 15  | 2014年7月8日         | 1975年                     | 杉山愛、ミッツ・マングローブ、大宮エリー                   |
| 16  | 2014年7月15日        | 1975年                     | 杉山愛、ミッツ・マングローブ、大宮エリー                   |
| 17  | 2014年7月22日        | 1988年                     | 秋元才加、福田彩乃、舞川あいく                             |
| 18  | 2014年7月29日        | 1988年                     | 秋元才加、福田彩乃、舞川あいく                             |
| 19  | 2014年8月5日         | 1983年                     | 小椋久美子、市井紗耶香、みかん                             |
| 20  | 2014年8月12日        | 1983年                     | 小椋久美子、市井紗耶香、みかん                             |
| 21  | 2014年8月19日        | 1980年                     | 脇知弘、脊山麻理子、又吉直樹（ピース）                     |
| 22  | 2014年8月26日        | 1980年                     | 脇知弘、脊山麻理子、又吉直樹（ピース）                     |
| 23  | 2014年9月2日         | 1986年                     | 中村昌也、内博貴、片岡安祐美                               |
| 24  | 2014年9月9日         | 1986年                     | 中村昌也、内博貴、片岡安祐美                               |
| 25  | 2014年9月16日        | 1977年                     | 佐藤藍子、須藤元気、川上直子                               |
| 26  | 2014年9月23日        | 1977年                     | 佐藤藍子、須藤元気、川上直子                               |
| 27  | 2014年9月30日        | ビックラコイタ度ランキング | 秋山竜次（ロバート）、近藤春菜（ハリセンボン ）、前川泰之  |
| 28  | 2014年10月8日（水）  | 1981年                     | 安達祐実、滝沢沙織、犬山紙子                               |
| 29  | 2014年10月15日（水） | 1981年                     | 安達祐実、滝沢沙織、犬山紙子                               |
| 30  | 2014年10月21日       | 1961年                     | 渡辺徹、藤吉久美子、近藤芳正                               |
| 31  | 2014年10月28日       | 1961年                     | 渡辺徹、藤吉久美子、近藤芳正                               |
| 32  | 2014年11月4日        | 1978年                     | 高橋みゆき、根本美緒、はいだしょうこ                       |
| 33  | 2014年11月11日       | 1978年                     | 高橋みゆき、根本美緒、はいだしょうこ                       |
| 34  | 2014年11月18日       | 1984年                     | 松田丈志、石川梨華、ハリー杉山                             |
| 35  | 2014年11月25日       | 1984年                     | 松田丈志、石川梨華、ハリー杉山                             |
| 36  | 2014年12月2日        | 1962年                     | 日髙のり子、神保悟志、武藤敬司                             |
| 37  | 2014年12月10日（水） | 1962年                     | 日髙のり子、神保悟志、武藤敬司                             |
| 38  | 2014年12月17日（水） | 1986年                     | 山田親太朗、宇野実彩子、三浦涼介                           |
| 39  | 2014年12月24日（水） | 1986年                     | 山田親太朗、宇野実彩子、三浦涼介                           |
| SP  | 2015年1月4日（日）   | 3世代ひつじ年男            | 江川卓、春風亭小朝、中山秀征、上地雄輔                     |
| 40  | 2015年1月6日         | 1987年                     | 渡辺直美、加賀美セイラ、秋元梢                             |
| 41  | 2015年1月13日        | 1987年                     | 渡辺直美、加賀美セイラ、秋元梢                             |
| 42  | 2015年1月20日        | 1973年                     | 金田朋子、野間口徹、石井一久                               |
| 43  | 2015年1月27日        | 1973年                     | 金田朋子、野間口徹、石井一久                               |
| 44  | 2015年2月3日         | 1978年                     | DAIGO、グローバー、岩崎恭子                                |
| 45  | 2015年2月10日        | 1978年                     | DAIGO、グローバー、岩崎恭子                                |
| 46  | 2015年2月17日        | 1973年                     | 武井壮、門倉健、後藤浩輝                                   |
| 47  | 2015年2月24日        | 1973年                     | 武井壮、門倉健、後藤浩輝                                   |
| 48  | 2015年3月3日         | 1988年                     | 中尾明慶、ホラン千秋、豊田エリー                           |
| 49  | 2015年3月10日        | 1988年                     | 中尾明慶、ホラン千秋、豊田エリー                           |
| 50  | 2015年3月17日        | 1979年                     | 杉村太蔵、佐藤仁美、チャド・マレーン                       |
| 51  | 2015年3月24日        | 1979年                     | 杉村太蔵、佐藤仁美、チャド・マレーン                       |
| 52  | 2015年3月31日        | 総集編                     |                                                            |
| 53  | 2015年4月8日（水）   | 1993年                     | 筧美和子、市川美織、小島瑠璃子                             |
| 54  | 2015年4月14日        | 1993年                     | 筧美和子、市川美織、小島瑠璃子                             |
| 55  | 2015年4月22日（水）  | 1970年                     | 西川貴教（T.M.Revolution）、池田鉄洋、藤本敏史（FUJIWARA） |
| 56  | 2015年4月28日        | 1970年                     | 西川貴教（T.M.Revolution）、池田鉄洋、藤本敏史（FUJIWARA） |
| 57  | 2015年5月5日         | 1959年                     | coba、榊原郁恵、ラッキィ池田                               |
| 58  | 2015年5月13日（水）  | 1959年                     | coba、榊原郁恵、ラッキィ池田                               |
| 59  | 2015年5月19日        | 1985年                     | 西山茉希、道端アンジェリカ、三倉茉菜                       |
| 60  | 2015年5月26日        | 1985年                     | 西山茉希、道端アンジェリカ、三倉茉菜                       |
| 61  | 2015年6月2日         | 1982年                     | 三船美佳、斉藤慎二（ジャングルポケット）、MALIA            |
| 62  | 2015年6月9日         | 1982年                     | 三船美佳、斉藤慎二（ジャングルポケット）、MALIA            |
| 63  | 2015年6月16日        | 1975年                     | 城彰二、東尾理子、松尾諭                                   |
| 64  | 2015年6月23日        | 1975年                     | 城彰二、東尾理子、松尾諭                                   |
| 65  | 2015年6月30日        | 1989年                     | LIZA、ラブリ、宮城大樹                                     |
| 66  | 2015年7月7日         | 1989年                     | LIZA、ラブリ、宮城大樹                                     |
| 67  | 2015年7月14日        | 1991年                     | 舟山久美子、板野友美、おのののか                           |
| 68  | 2015年7月21日        | 1991年                     | 舟山久美子、板野友美、おのののか                           |
| 69  | 2015年7月28日        | 1976年                     | 小峠英二（バイきんぐ）、蟹江一平、内田恭子                 |
| 70  | 2015年8月4日         | 1976年                     | 小峠英二（バイきんぐ）、蟹江一平、内田恭子                 |
| SP2 | 2015年8月9日（日）   | 1970年                     | 藤本敏史（FUJIWARA）、西川貴教、池田鉄洋                   |
| 71  | 2015年8月11日        | 1992年                     | 山田菜々、足立梨花、大倉士門                               |
| 72  | 2015年8月18日        | 1992年                     | 山田菜々、足立梨花、大倉士門                               |
| 73  | 2015年8月25日        | 1982年                     | 亀井京子、Sowelu、田中美保                                 |
| 74  | 2015年9月1日         | 1982年                     | 亀井京子、Sowelu、田中美保                                 |
| 75  | 2015年9月8日         | 1989年                     | 南明奈、倉持明日香、中村里砂                               |
| 76  | 2015年9月15日        | 1989年                     | 南明奈、倉持明日香、中村里砂                               |
| 77  | 2015年9月23日（水）  | 1973年                     | 渋谷慶一郎、小宮山雄飛、千原ジュニア（千原兄弟）           |
| 78  | 2015年9月29日        | 1973年                     | 渋谷慶一郎、小宮山雄飛、千原ジュニア（千原兄弟）           |
| 79  | 2015年10月7日（水）  | 1993年                     | 大沢ケイミ、中島健人（SexyZone）、朝比奈彩                 |
| 80  | 2015年10月13日       | 1993年                     | 大沢ケイミ、中島健人（SexyZone）、朝比奈彩                 |
| 81  | 2015年10月20日       | 1972年                     | 堀江貴文、IZAM、井戸田潤（スピードワゴン）                 |
| 82  | 2015年10月27日       | 1972年                     | 堀江貴文、IZAM、井戸田潤（スピードワゴン）                 |
| 83  | 2015年11月3日        | 1981年                     | とにかく明るい安村、MEGUMI、鈴木亜美                       |
| 84  | 2015年11月10日       | 1981年                     | とにかく明るい安村、MEGUMI、鈴木亜美                       |
| 85  | 2015年11月18日（水） | ナルシスト男SP             | マイケル富岡、狩野英孝、井上裕介（NON STYLE）              |
| 86  | 2015年11月24日       | ナルシスト男SP             | マイケル富岡、狩野英孝、井上裕介（NON STYLE）              |
| 87  | 2015年12月1日        | 1971年                     | 田中直樹（ココリコ）、丸岡いずみ、元木大介                 |
| 88  | 2015年12月9日（水）  | 1971年                     | 田中直樹（ココリコ）、丸岡いずみ、元木大介                 |
| 89  | 2015年12月16日（水） | 1984年                     | 橋本マナミ、加藤和樹、misono                               |
| 90  | 2015年12月23日（水） | 1984年                     | 橋本マナミ、加藤和樹、misono                               |
| 91  | 2015年12月30日（水） | 1985年                     | JOY、益若つばさ、ギャル曽根                                |
| SP3 | 2016年1月4日（月）   | 4世代さる年芸能人          | 高橋英樹、井上公造、紫吹淳、又吉直樹（ピース）             |
| 92  | 2016年1月5日         |                            |                                                            |
| 93  | 2016年1月13日（水）  | 1993年                     | 光宗薫、橋本良亮、土屋巴瑞季                               |
| 94  | 2016年1月19日        | 1993年                     | 光宗薫、橋本良亮、土屋巴瑞季                               |
| 95  | 2016年1月26日        | 1973年                     | 古坂大魔王、片桐仁、陣内智則                               |
| 96  | 2016年2月2日         | 1973年                     | 古坂大魔王、片桐仁、陣内智則                               |
| 97  | 2016年2月9日         | 最強格闘家!集合SP          | 長谷川穂積、真壁刀義、魔裟斗                               |
| 98  | 2016年2月16日        | 最強格闘家!集合SP          | 長谷川穂積、真壁刀義、魔裟斗                               |
| 99  | 2016年2月23日        | 40代個性派俳優SP           | 鈴木拓（ドランクドラゴン）、やべきょうすけ、山崎樹範       |
| 100 | 2016年3月1日         | 40代個性派俳優SP           | 鈴木拓（ドランクドラゴン）、やべきょうすけ、山崎樹範       |
| 101 | 2016年3月8日         | 親が大物芸能人!            | 水町レイコ、紘毅、IMALU                                    |
| 102 | 2016年3月15日        | 親が大物芸能人!            | 水町レイコ、紘毅、IMALU                                    |
| 103 | 2016年3月22日        | 仮面ライダー俳優SP         |                                                            |
| 104 | 2016年3月29日        | 仮面ライダー俳優SP         |                                                            |
| 105 | 2016年4月5日         |                            | IVAN、鈴木奈々、加藤諒                                     |
| 106 | 2016年4月13日（水）  |                            | IVAN、鈴木奈々、加藤諒                                     |

## スタッフ
- ナレーション:阪井あかね
- 構成:中野俊成、今村クニト、一文無隼人、相澤昇、山内正之、堀江B面
- SW:神尾淳
- CAM:荒木哲志
- AUD:玉城善彦
- VE:宮前早智
- 照明:榊原亮太
- 編集:井川貴史
- MA:阿部雄太、山本宗太
- 音効:磯川浩己
- TK:梅澤和世
- 美術:松沢由之
- デザイン:野口陽介
- 美術進行:山口武治
- メカニック:釜田慶一
- メイク:atelierjam
- オープニングタイトル:パークグラフィックス
- 技術協力:テクノマックス、スウィッシュ・ジャパン、プログレッソ、glow、フジアール、NexTry
- 音楽協力:日本テレビ音楽
- キャスティング協力:ビーオネスト
- 広報:山田有吉
- デスク:松丸智美
- AD:山口麻耶、宮上賢蔵（LOGIC ENTERTAINMENT）、南麻結（b-DASH）
- ディレクター:川名良和（LOGIC ENTERTAINMENT）、安井章浩（デフコンファイブ）、赤堀哲也（ロックンロール商店）、古川雄一（中京テレビ）、町田美穂（b-DASH）
- 演出:笠井知己（中京テレビ）
- 演出監修:岡田秀行（b-DASH）
- プロデューサー:簔羽慶（中京テレビ）、森俊和（吉本興業）、永田浩子（b-DASH）（永田→以前は、AP）
- 制作協力:吉本興業、b-DASH
- 製作著作:中京テレビ

### 過去のスタッフ
- 構成:そーたに
- 広報:畑中美香、前田哲平
- AP:福岡雅秀（b-DASH）
- AD:城野由真、奥山和貴、西尾友里（b-DASH）
- ディレクター:竹内千尋（中京テレビ）、中田三浩
- プロデューサー:深谷浩規（中京テレビ）、林敏博

## エンディングテーマ
| - 2014年4月度 - Da-iCE「TOKI」 - 2014年5月度 - CREAM「Nobody」 - 2014年6月度 - TRUSTRICK「ATLUS」 - 2014年7月度 - Kanako.s「一語一会」（第1週） / For fan「Just wanna be」（第2週 - 第4週） - 2014年8月度 - バクステ外神田一丁目「青春クロニクル」 - 2014年9月度 - BoA「First Time」 - 2014年10月度 - 吉澤嘉代子「ケケケ」 - 2014年11月度 - SHU-I「未来へ」 - 2014年12月度 - 東方神起「Spinning」 - 2015年1月度 - 角田信朗「空へ」 - 2015年2月度 - palet「Run to the New Wind」 - 2015年3月度 - U-KISS「action」 | - 2015年4月度 - SUPER JUNIOR-D&E「Satuerday Night」 - 2015年5月度 - 麻美ゆま「Re Start〜明日へ〜」 - 2015年6月度 - HR「夏色キャンディ」 - 2015年7月度 - CODE-V「衝動」 - 2015年8月度 - がんばれ!Victory「ラリラリラ」 - 2015年9月度 - lecca「live again」 - 2015年10月度 - AOA「Oh BOY」 - 2015年11月度 - 7☆3「アゲアゲ☆クリスマス」 - 2015年12月度 - The Winking Owl「Open Up My Heart」 - 2016年1月度 - SKY-HI「アイリスライト」 - 2016年2月度 - ニコル「DON'T STOP」（第1週 - 第3週） / 丸本莉子「フシギな夢」（第4週） - 2016年3月度 - 丸本莉子「フシギな夢」 | - 2016年4月度 - 寿君「SPECIAL THANX」（第1週 - 第3週） / ZYUN.「かげおくり」（第4週） - 2016年5月度 - ZYUN.「かげおくり」 - 2016年6月度 - EXILE THE SECOND「One Time One Life」 - 2016年7月度 - 寿君「Ai no Uta feat.MUNEHIRO」 - 2016年8月度 - SUPER☆GiRLS「ラブサマ!!!」（第1週 - 第4週） / ピンク・ベイビーズ「渚のシンドバッド」（第5週） - 2016年9月度 - ピンク・ベイビーズ「渚のシンドバッド」 |

## 放送局
放送時間の早い順から記載。
| 放送対象地域   | 放送局                    | 系列                          | 放送日時                     | 時差           |
| -------------- | ------------------------- | ----------------------------- | ---------------------------- | -------------- |
| 北海道         | 札幌テレビ（STV）         | 日本テレビ系列                | 火曜 1:44 - 2:14（月曜深夜） | 22時間15分先行 |
| 中京広域圏     | 中京テレビ（CTV）         | 日本テレビ系列                | 火曜 23:59 - 翌0:29          | 制作局         |
| 徳島県         | 四国放送（JRT）           | 日本テレビ系列                | 木曜 0:59 - 1:29（水曜深夜） | 遅れネット     |
| 関東広域圏     | 日本テレビ（NTV）         | 日本テレビ系列                | 金曜 1:59 - 2:29（木曜深夜） | 遅れネット     |
| 山梨県         | 山梨放送（YBS）           | 日本テレビ系列                | 火曜 0:54 - 1:24（月曜深夜） | 遅れネット     |
| 長野県         | テレビ信州（TSB）         | 日本テレビ系列                | 火曜 0:59 - 1:29（月曜深夜） | 遅れネット     |
| 新潟県         | テレビ新潟（TeNY）        | 日本テレビ系列                | 火曜 0:59 - 1:29（月曜深夜） | 遅れネット     |
| 熊本県         | くまもと県民テレビ（KKT） | 日本テレビ系列                | 火曜 0:59 - 1:29（月曜深夜） | 遅れネット     |
| 鳥取県・島根県 | 日本海テレビ（NKT）       | 日本テレビ系列                | 火曜 0:59 - 1:34（月曜深夜） | 遅れネット     |
| 青森県         | 青森放送（RAB）           | 日本テレビ系列                | 火曜 1:24 - 1:54（月曜深夜） | 遅れネット     |
| 福岡県         | 福岡放送（FBS）           | 日本テレビ系列                | 火曜 1:29 - 1:59（月曜深夜） | 遅れネット     |
| 山形県         | 山形放送（YBC）           | 日本テレビ系列                | 水曜 0:54 - 1:24（火曜深夜） | 遅れネット     |
| 山口県         | 山口放送（KRY）           | 日本テレビ系列                | 水曜 0:54 - 1:24（火曜深夜） | 遅れネット     |
| 高知県         | 高知放送（RKC）           | 日本テレビ系列                | 水曜 0:54 - 1:24（火曜深夜） | 遅れネット     |
| 福島県         | 福島中央テレビ（FCT）     | 日本テレビ系列                | 水曜 0:59 - 1:29（火曜深夜） | 遅れネット     |
| 富山県         | 北日本放送（KNB）         | 日本テレビ系列                | 水曜 0:59 - 1:29（火曜深夜） | 遅れネット     |
| 広島県         | 広島テレビ（HTV）         | 日本テレビ系列                | 水曜 0:59 - 1:29（火曜深夜） | 遅れネット     |
| 鹿児島県       | 鹿児島読売テレビ（KYT）   | 日本テレビ系列                | 水曜 0:59 - 1:29（火曜深夜） | 遅れネット     |
| 福井県         | 福井放送（FBC）           | 日本テレビ系列 テレビ朝日系列 | 水曜 0:59 - 1:30（火曜深夜） | 遅れネット     |
| 石川県         | テレビ金沢（KTK）         | 日本テレビ系列                | 水曜 0:59 - 1:34（火曜深夜） | 遅れネット     |
| 宮城県         | ミヤギテレビ（MMT）       | 日本テレビ系列                | 水曜 1:29 - 1:59（火曜深夜） | 遅れネット     |
| 近畿広域圏     | 読売テレビ（ytv）         | 日本テレビ系列                | 水曜 1:29 - 1:59（火曜深夜） | 遅れネット     |
| 岩手県         | テレビ岩手（TVI）         | 日本テレビ系列                | 木曜 0:54 - 1:24（水曜深夜） | 遅れネット     |
| 秋田県         | 秋田放送（ABS）           | 日本テレビ系列                | 木曜 0:54 - 1:24（水曜深夜） | 遅れネット     |
| 香川県・岡山県 | 西日本放送（RNC）         | 日本テレビ系列                | 木曜 0:54 - 1:24（水曜深夜） | 遅れネット     |
| 愛媛県         | 南海放送（RNB）           | 日本テレビ系列                | 木曜 0:59 - 1:29（水曜深夜） | 遅れネット     |
| 長崎県         | 長崎国際テレビ（NIB）     | 日本テレビ系列                | 木曜 1:29 - 1:59（水曜深夜） | 遅れネット     |
| 静岡県         | 静岡第一テレビ（SDT）     | 日本テレビ系列                | 木曜 1:34 - 2:04（水曜深夜） | 遅れネット     |
| 大分県         | テレビ大分（TOS）         | 日本テレビ系列 フジテレビ系列 | 木曜 0:54 - 1:24（水曜深夜） | 遅れネット     |